# Липотварош

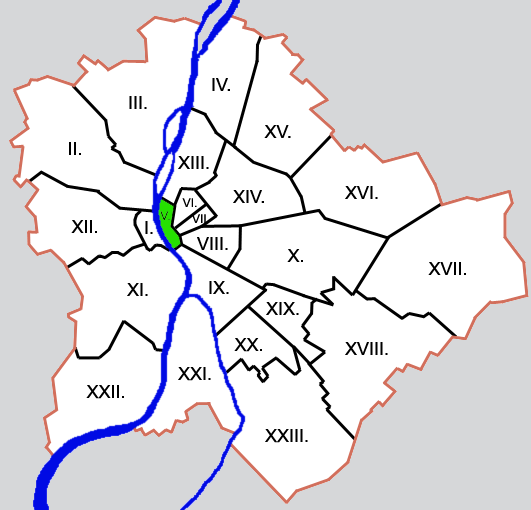
Липотварош составляет северную часть 5-го административного округа (выделен на карте зелёным)

Липотварош (венг. Lipótváros, нем. Leopoldstadt) — исторический район Будапешта в северной части исторического центра Пешта. Расположен севернее Бельвароша и вместе с ним составляет V административный округ венгерской столицы (Бельварош-Липотварош).

Улица Зриньи в Липотвароше, ведущая к базилике Святого Иштвана

Название переводится как «город Леопольда». Район получил название в 1790 году в честь коронации императора Леопольда II венгерской короной. В XIX веке в центре квартала располагался гигантский комплекс казарм, который использовался в качестве тюрьмы, именно здесь был казнен граф Лайош Баттьяни, участник венгерского восстания 1848 года. В 1886 году казармы были снесены, а на их месте образована площадь Свободы. В начале XX века после переезда венгерского парламента в новое здание на берегу Дуная Липотварош стал политическим центром страны. 
В 1905 году в южной части Липотвароша завершено строительство базилики Святого Иштвана, в тот же период район подвергся сильной перестройке, после которой приобрёл регулярную квадратную планировку улиц, было построено множество новых зданий, в частности вокруг площади Свободы. В XX веке здесь было построено множество административных зданий, в Липотварош переехала большая часть венгерских министерств. С конца XX века расчёт число банков и офисных зданий.
В районе расположено множество исторических и культурных достопримечательностей. Среди главных:
- Здание венгерского парламента
- Базилика Святого Иштвана
- Площадь Свободы
- Здание Венгерской академии наук
- Этнографический музей